# Fair Oaks (Wirginia)
Fair Oaks – jednostka osadnicza w Stanach Zjednoczonych, w stanie Wirginia, w hrabstwie Fairfax.